# Fischlsäule

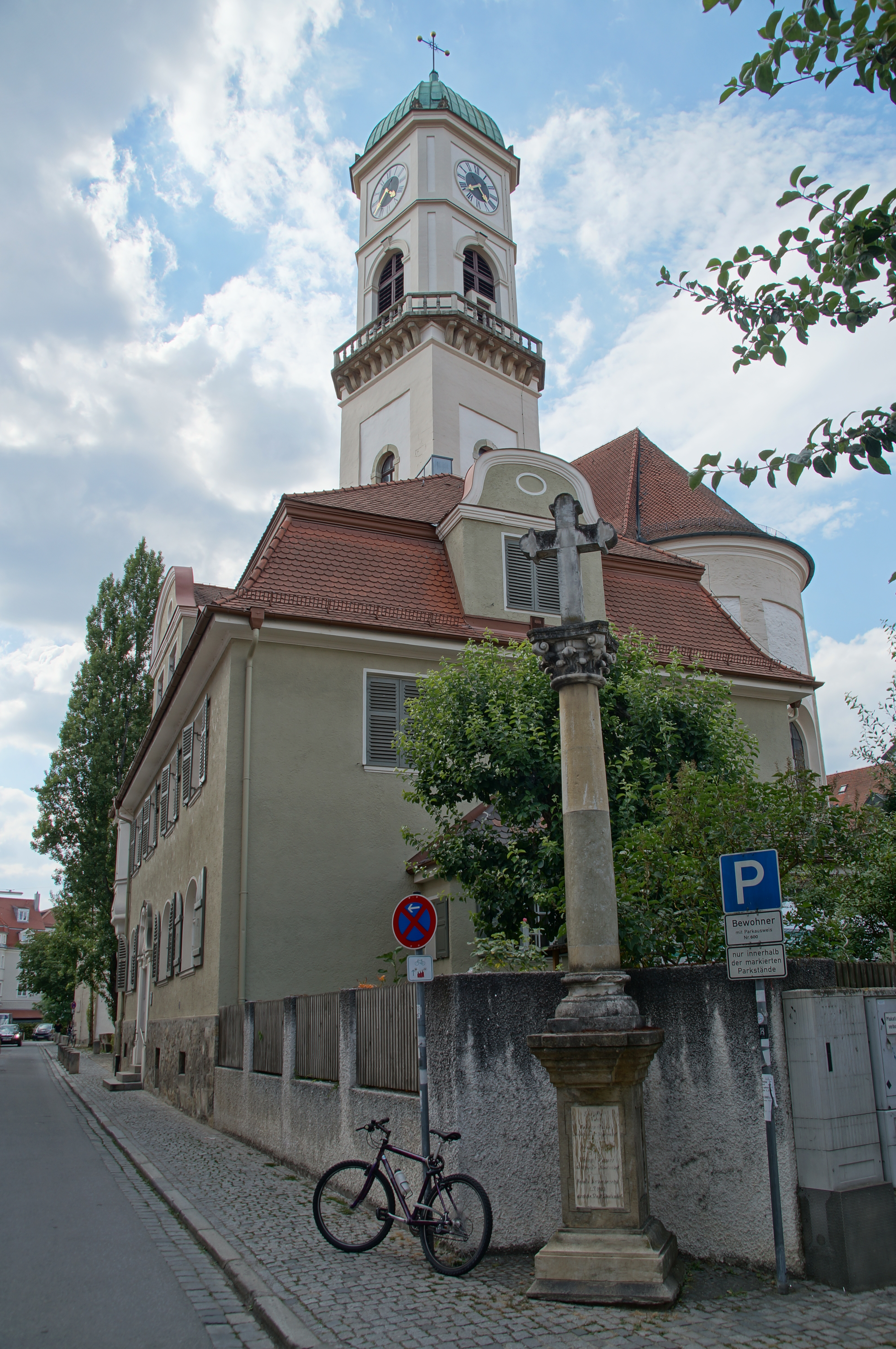
Fischlsäule vor der Klosterkirche St. Mang

Die Fischlsäule ist eine historische Wegsäule im Regensburger Stadtteil Stadtamhof. Sie wurde um 1720 ( 1765 ? ) von Johann Fischl, dem Schiffsmeister von Stadtamhof, gestiftet und stand bis 1922 vor seinem Anwesen Am Gries Nr. 15, wo bis Mitte des 19. Jahrhunderts Mitglieder der Schiffsmeisterfamilie wohnten.
1922 wurde die Säule von der Stadt Stadtamhof restauriert und an ihren heutigen Standort in der Seifensiedergasse umgesetzt. Bei einer erneuten Restaurierung 1978 wurde das abhandengekommene Steinkreuz ersetzt.
Das Denkmal besteht aus einer etwa 150 Zentimeter hohen Steinsäule ionischer Ordnung, die auf einem quadratischen Steinsockel errichtet wurde. Die Säule ist heute mit einem steinernes Kreuz gekrönt. Ursprünglich stand dort die Figur einer Schmerzensmutter.